# Rozuelo
Rozuelo es una localidad española que forma parte del municipio de Folgoso de la Ribera, en la provincia de León, comunidad autónoma de Castilla y León.

## Geografía

### Ubicación
| Noroeste: San Justo de Cabanillas   | Norte: Cabanillas de San Justo  | Noreste: Boeza                |
| Oeste: El Valle                     |                                 | Este: Folgoso de la Ribera    |
| Suroeste Villaviciosa de San Miguel | Sur: Villaviciosa de San Miguel | Sureste: Folgoso de la Ribera |

## Demografía
Evolución de la población
| Gráfica de evolución demográfica de Rozuelo entre 2000 y 2017      |
|                                                                    |
| Población de derecho (2000-2017) según el padrón municipal del INE |